# 李瓘 (景泰進士)
李瓘（1424年—？），字叔玉，河南河南府沔池縣人，民籍，明朝政治人物。進士出身。

## 生平
河南鄉試第三十三名。景泰五年（1454年）甲戌科會試第二百四十七名，殿試登進士第三甲第五十六名。

## 家族
曾祖父李仲父。祖父李原道。父亲李吉，曾任紀善。